# Ferrari GG50
La Ferrari GG50 est un concept-car créé par Ferrari pour marquer les cinquante années d'activité de Giorgetto Giugiaro.
Elle a été présentée au salon de l'automobile de Tokyo en 2005.

## Moteur et performance
La Ferrari GG50 possède des modifications inspirées de la Formule 1 pour améliorer ses performances. Elle est motorisée par un V12 atmosphérique à 65 °.
Le bloc essence développe une puissance de 540 ch. Le rapport cheval au litre est de 94 ch par litre.
Elle utilise une transmission automatique séquentielle.

## Design
La GG50 est une supercar coupé 2+2. La majorité des éléments intérieures et certaines éléments extérieures proviennent de la Ferrari 612 Scaglietti.
La voiture est plus courte de 10 cm et possède une calandre différente.
Certains détails tels que le volant est inspiré des anciennes Ferrari.